# Helge Halkjær
Helge Halkjær (ur. 20 grudnia 1916 w Thorning, zm. 14 lutego 1996 w Kolding) – duński wioślarz, srebrny medalista olimpijski.
Wystąpił na igrzyskach olimpijskich w Londynie w 1948, gdzie osada Danii w składzie: Helge Halkjær, Aksel Bonde Hansen, Helge Muxoll Schrøder i Ib Storm Larsen wywalczyła srebrny medal w czwórkach bez sternika. W finale o 4,5 przegrali z Włochami, a o 4,2 sekundy pokonali osadę USA. Był to jego jedyny start olimpijski.